# Sorbus bakonyensis
Sorbus bakonyensis är en rosväxtart som först beskrevs av Jav., och fick sitt nu gällande namn av Karpati. Sorbus bakonyensis ingår i släktet oxlar, och familjen rosväxter. Inga underarter finns listade i Catalogue of Life.